# Бурнёф
Бурнёф (фр. Bourgneuf) — коммуна во Франции, находится в регионе Пуату — Шаранта. Департамент коммуны — Приморская Шаранта. Входит в состав кантона Ла-Жарри. Округ коммуны — Ла-Рошель.
Код INSEE коммуны — 17059.

## Население
Население коммуны на 2010 год составляло 1062 человека.
| 1962 | 1968 | 1975 | 1982 | 1990 | 1999 | 2010 |
| ---- | ---- | ---- | ---- | ---- | ---- | ---- |
| 285  | 313  | 404  | 841  | 1044 | 1040 | 1062 |

## Экономика
В 2010 году среди 747 человек трудоспособного возраста (15—64 лет) 517 были экономически активными, 230 — неактивными (показатель активности — 69,2 %, в 1999 году было 70,1 %). Из 517 активных жителей работали 479 человек (236 мужчин и 243 женщины), безработных было 38 (21 мужчина и 17 женщин). Среди 230 неактивных 74 человека были учениками или студентами, 114 — пенсионерами, 42 были неактивными по другим причинам.

## Известные жители
Адольф Гийома — французский военный деятель, дивизионный генерал, участник подавления Ихэтуаньского восстания и Первой мировой войны.